# استان بنی
بِنی نام یکی از بخش‌های کشور بولیوی در آمریکای جنوبی است. 

## جغرافیا
این بخش در شمال شرقی بولیوی در منطقه‌ای دشتی و مسطح با آب و هوایی گرم و شرجی قرار گرفته است. 
سطح منطقه بنی را جنگل‌های بارانی و پامپا (علفزار معتدله) پوشانده است. 

## جمعیت
جمعیت این بخش در سال ۲۰۰۱ میلادی ۳۶۲،۵۲۱ نفر بود و از نظر مساحت دومین استان بزرگ بولیوی می‌باشد.

## بخش‌ها
این استان هشت بخش دارد:
- سرکادو Cercado
- ایتنز Iténez
- خوزه بالیویان José Ballivián
- مموره Mamoré
- ماربان Marbán
- موخوس Moxos
- واکا دیِز Vaca Diéz
- یاکوما Yacuma